# آدل هوگو
آدل هوگو (۱۸۳۰–۱۹۱۵) فرزند پنجم و دختر دوم ویکتور هوگو، نویسنده فرانسوی بود. آدل در پی عشق نافرجام به یک افسر ارتش نیروی دریایی بریتانیا به بیماری روانی مبتلا شد.
زندگی آدل هوگو الهام‌بخش فیلمی با عنوان داستان آدل اچ اثر فرانسوا تروفو شد.
برخی‌ها معتقدند که شخصیت دختری بنام اسمرالدا در داستان کتاب رمان گوژپشت نتردام تأثیرپذیرفته از زندگی دخترش آدل هوگو می‌باشد.

## زندگی
آدل هوگو در دورانی که با پدر مشهور خود در گرنزی (جزیره) در تبعید به سر می‌برد، عاشق یکی از افسران ارتش نیروی دریایی بریتانیا به نام ستوان آلبرت پینسون شد. اما عشقی که هیچگاه به سرانجام نرسید. آدل هوگو خاطرات عشق محکوم به شکست خود را طی عمر طولانی خویش به صورت رمز در دفترچه‌های خاطرات خود نوشت که اخیراً رمزگشایی شده‌اند.
ستوان پینسون و آدل هوگو بسیار به هم علاقه‌مند بودند اما پدر آدل، ویکتور هوگو مخالف این رابطه بود زیرا پینسون مردی عیاش، بی‌آبرو و قمارباز بود و مبلغ زیادی را بواسطه قمار مقروض بود و برای اینکه طلبکارانش نتوانند او را به زندان بیندازند به ناچار وارد ارتش شد. او در نامه‌های عاشقانه اش به آدل قول‌داده بود که با او ازدواج کند. ستوان پینسون برای انجام مأموریتی به هالیفاکس منتقل شد. آدل نیز در سال ۱۸۶۳ به دنبال او از خانه فرار کرده و به هالیفاکس در کانادا رفت. مخالفت پدر با رابطه آن دو موجب فرار آدل از خانه شد. او در هالیفاکس به دنبال محل سکونت پینسون می‌گشت تا بتواند با او تماس بگیرد. آدل در هالیفاکس هویت خویش را پنهان نمود و پانسیونی را از یک زن آمریکایی به نام ساندرز اجاره کرد. وقتی آدل، ستوان پینسون را ملاقات کرد و عشق جاودانی خود را به او نشان داد، از جانب وی طرد شد و از آدل خواست به خانه و نزد خانواده‌اش بازگردد اما آدل این کار را نکرد. زمانی که پدر آدل راضی به ازدواج آن‌ها شد، مرد جوان دیگر علاقه‌ای به او نداشت. آدل در ذهنش از پذیرش این حقیقت سر باز زد و سعی کرد او را به ازدواج با خود ترغیب کند. او هنوز هم وسواس‌گونه پینسون را تعقیب می‌کرد و کارهای او را مخفیانه زیر نظر می‌گرفت؛ به طوری که وقتی متوجه نامزدی پینسون با یکی از دخترهای هالیفاکس شد، نزد پدر آن دختر رفت و ادعا کرد که نامزد پینسون است و از او بچه‌ای در راه دارد. او حتی به خانواده‌اش هم نامه نوشت و به دروغ گفت که با پینسون ازدواج کرده است؛ آدل کم‌کم وقتی متوجه شد عشقش به پینسون یکطرفه است دچار افسردگی و جنون شد.
ستوان پینسون سپس به باربادوس یکی از جزایر دریای کارائیب منتقل شد و آدل هم در حالیکه بیماری روانی‌اش در حال شدت یافتن بود به دنبال او به باربادوس رفت و در کوچه و خیابان زندگی می‌کرد. در آخر زنی بومی به نام «مادام با» از او مراقبت کرد و به او کمک کرد که به خانه پدری‌اش بازگردد. آدل بقیه عمر خود را در پاریس به نوشتن خاطراتش گذراند و در سال ۱۹۱۵ در سن ۸۵ سالگی، در حالیکه بیشتر از پدر و مادر، خواهر و برادرهایش عمر کرده بود از دنیا رفت.